# UWC & EVT: Sánchez vs. Castillo
UWC & EVT: Sánchez vs. Castillo fue un evento de artes marciales mixtas producido por Ultimate Warrior Challenge México, que se llevó a cabo el 18 de octubre de 2014 en el ONIXEUS de Tijuana, Baja California, México.